# Ивановское (Тосненский район)
Ива́новское — деревня в Любанском городском поселении Тосненского района Ленинградской области.

## История
ИВАНОВКА (МОЧАЛИЩЕ) — деревня Ивановского сельского общества, прихода села Замостья при озере Мочалинском.

Крестьянских дворов — 17. Строений — 88, в том числе жилых — 25. 

Число жителей по семейным спискам 1879 г.: 48 м. п., 48 ж. п.; по приходским сведениям 1879 г.: 47 м. п., 48 ж. п.

Мелочная лавка. (1884 год)

ИВАНОВКА — деревня бывшая владельческая при озере Мочалинском. Дворов — 16, жителей — 72. Лавка. (1885 год)

В конце XIX — начале XX века деревня административно относилась к Пельгорской волости 1-го стана 1-го земского участка Новгородского уезда Новгородской губернии.

ИВАНОВСКОЕ (МОЧАЛИЩЕ) — деревня Ивановского сельского общества, дворов — 28, жилых домов — 28, число жителей: 66 м. п., 66 ж. п. 

Занятия жителей — земледелие, отхожие промыслы. Хлебозапасный магазин, мелочная лавка. (1907 год)

Согласно военно-топографической карте Петроградской и Новгородской губерний издания 1917 года деревня называлась Ивановская и состояла из 11 крестьянских дворов. Рядом с ней находились озёра: Мочалино, Мочалище и Тойлока.
С 1917 по 1927 год деревня Ивановское входила в состав Любанской волости Новгородского уезда Новгородской губернии.
С 1927 года в составе Замостьевского сельсовета Любанского района Ленинградской области.
В 1928 году население деревни Ивановское составляло 152 человек.
С 1930 года в составе Тосненского района.
По данным 1933 года деревня называлась Ивановские и входила в состав Замостьевского сельсовета Тосненского района.

План деревни Ивановское. 1937 год

Согласно топографической карте 1937 года деревня насчитывала 32 крестьянских двора.
Деревня была освобождена от немецко-фашистских оккупантов 23 января 1944 года.
С 1954 года в составе Пельгорского сельсовета.
В 1958 году население деревни Ивановское составляло 46 человек.
По данным 1966 и 1973 годов деревня Ивановское также находилась в составе Пельгорского сельсовета.
По данным 1990 года деревня Ивановское входила в состав Любанского сельсовета.
В 1997 году в деревне Ивановское Любанской волости проживали 9 человек, в 2002 году — 15 человек (все русские), в 2007 году — 5.

## География
Деревня расположена в восточной части района к северу от центра поселения — города Любань на автодороге 41А-004 (Павлово — Мга — Луга).
Расстояние до административного центра поселения — 19 км.
Расстояние до ближайшей железнодорожной станции Любань — 19 км.
К западу и югу от деревни протекает река Чудля. На восточной окраине деревни находится озеро Мочалище.

## Демография
| 2007 | 2010 | 2017 |
| ---- | ---- | ---- |
| 5    | ↗50  | →50  |

## Улицы
Берёзовая, Ивановская, Осенняя, Песчаная, Полевая, Тойлуг.